# Theodor Haraldsson
Theodor Haraldsson (n. 17 iulie 2005, Linköping, Suedia) este un cântăreț, influencer, dansator și actor suedez, participant la finala Melodifestivalen în 2022 și 2023.

## Carierea
În august 2016, Theodor Haraldsson, pe atunci în vârstă de unsprezece ani, a început să posteze videoclipuri pe ceea ce era atunci Musical.ly, acum TikTok.  A luat numele „Theoz” și a postat clipuri cu el însuși dansând și mimând. În scurt timp, a câștigat 50.000 de adepți și apoi a primit o coroană – un premiu acordat unor „Musers” remarcabili – care l-a determinat rapid să câștige încă 100.000 de adepți. La un an după ce Theoz a început cu Musical.ly, a ajuns la un milion de adepți și câteva luni mai târziu, a ajuns la 1,9 milioane de adepți. 
În octombrie 2017, a vizitat mai întâi canalul de YouTube al artistului Viktor Frisk și apoi cel al lui Samir Badrans, unde i-a învățat pe duo să „shuffla”. Acesta a fost începutul când Theoz a devenit mai târziu un act principal în intrarea lui Samir și Viktor Melodifestivalen, melodia „Shuffla”. În paralel, conturile lui Theoz atât pe Instagram, cât și pe YouTube au crescut și în cadrul galei Guldtuben din 2018 a fost nominalizat drept „Profilul anului” și „Musical.ly of the Year”. După ce a ajutat compania de muzică Warner cu promovarea unor artiști ai lor, Theoz a fost rugat să facă el însuși muzică. În primăvara anului 2018, a fost lansat primul single al lui Theoz, „Lately”, care a fost urmat ulterior de melodia „Het”, care a devenit a doua cea mai cântată melodie pe YouTube în Suedia în acest an. 
În vara lui 2019, Theoz a lansat primul său EP, iar în noiembrie, a fost anunțat că Theoz a fost unul dintre artiștii din gama din 2020 a turneului Diggiloo. În 2020, Theoz a putut fi văzut în filmul „Space Voyage” alături de Robert Gustafsson, printre alții. Intriga este bazată pe o carte a astronautului Christer Fuglesang, care apare și ca figurant în film. În 2021, a cântat la Lotta la Liseberg. Theoz a participat la Melodifestivalen 2022 cu intrarea „Som du vill”. 
Prin primul tur, s-a calificat în semifinale (numită anterior a doua șansă) și apoi în finală unde piesa a terminat pe locul șapte din doisprezece finaliști. 
În 2023, a participat la programul TV Underdogs pe SVT.
A mai participat la Melodifestivalen 2023 cu piesa Mer av dig unde a terminat pe locul 5 în finală. 
Pe 10 aprilie 2024, Theoz a anunțat că își schimbă numele de scenă cu numele său real Theo (porecla pentru Theodor). Motivul din spatele schimbării numelui în sine este că el a crescut mai mult sau mai puțin față de „artist copil” anterior care a fost cândva și că vrea să se concentreze pe a face muzică mai „matură”.În ianuarie 2025, a fost anunțat că Theo Haraldsson va fi unul dintre participanții la Let's Dance din acest an. Partenerul său de dans în program va fi Paulina Rosenkvist.

## Discografie

### Single
- 2018 – Lately (Warner Music Sweden).[1]
- 2018 – Best Girl in the World (Warner Music Sweden).[2]
- 2018 – Why Why Why (Warner Music Sweden).[3]
- 2018 – Het (Warner Music Sweden).[4]
- 2019 – Atmosfär (Warner Music Sweden).[5]
- 2019 – Theori (Warner Music Sweden).[6][7]
- 2019 – Årets julklapp (Warner Music Sweden).[8][9]
- 2020 – More (svensk version) (Riot Games).[10]
- 2020 – Party Animal (Warner Music Sweden).[11]
- 2021 – Hooked on a Feeling (Warner Music Sweden).
- 2022 – Som du vill (Warner Music Sweden).[12]
- 2022 – Painkiller (Warner Music Sweden).
- 2022 – Shady.
- 2022 – Paradis.
- 2022 – Det kommer bli bra.

### EP
- 2019 – Min Theori (Warner Music Sweden).[13]
- 2022 – Paradis (Giant Records).[14]
- 2022 – Julmusiken (Warner Music Sweden).
- 2023 – Sped up collection (Warner Music Sweden).
- 2023 - Mer av dig (Warner Music Sweden).

### Album de colecție
- 2022 – Best of Theoz.